# U-Bahnhof Rosenthaler Platz

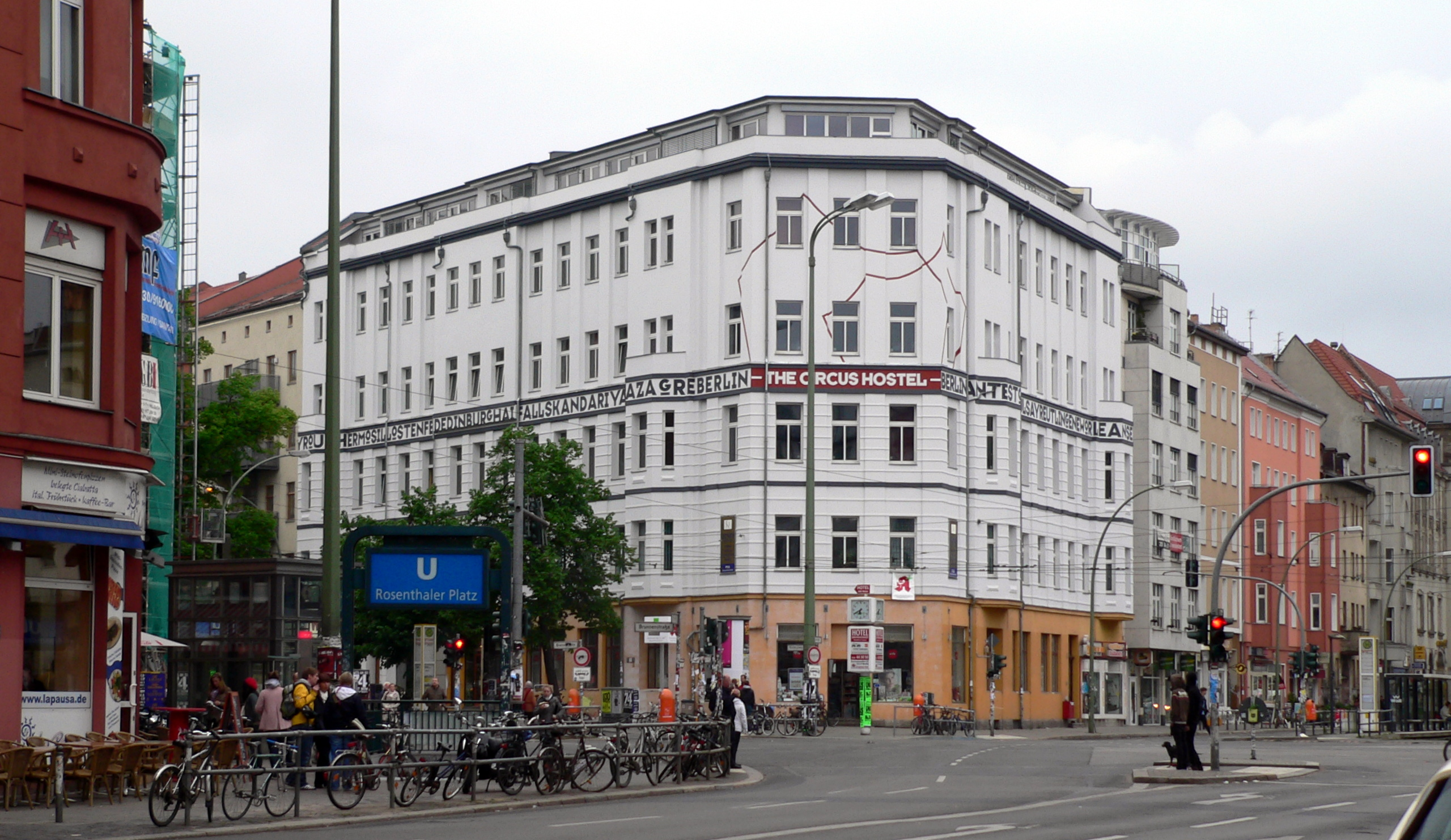
Bahnhofseingang

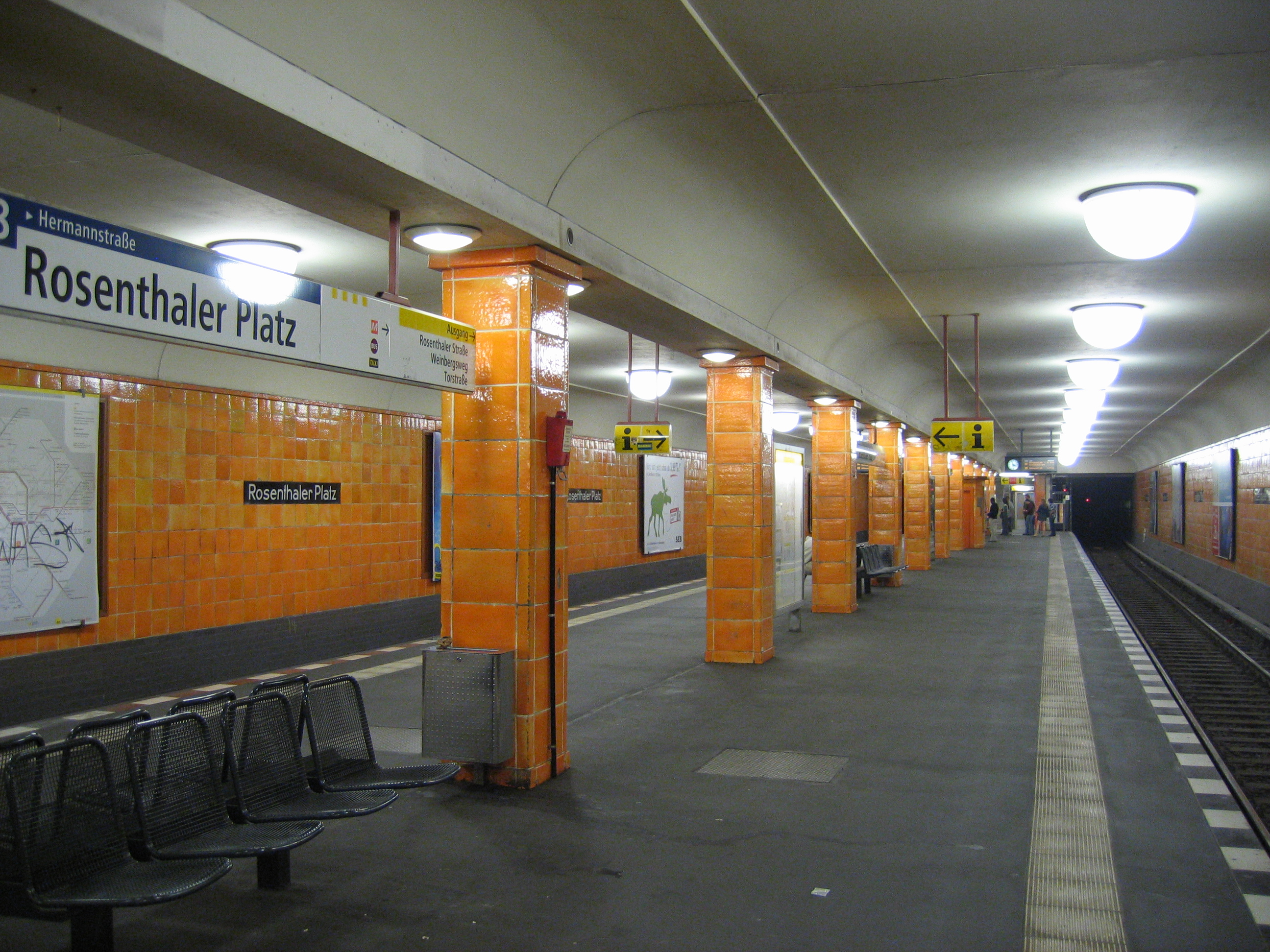
Bahnsteig

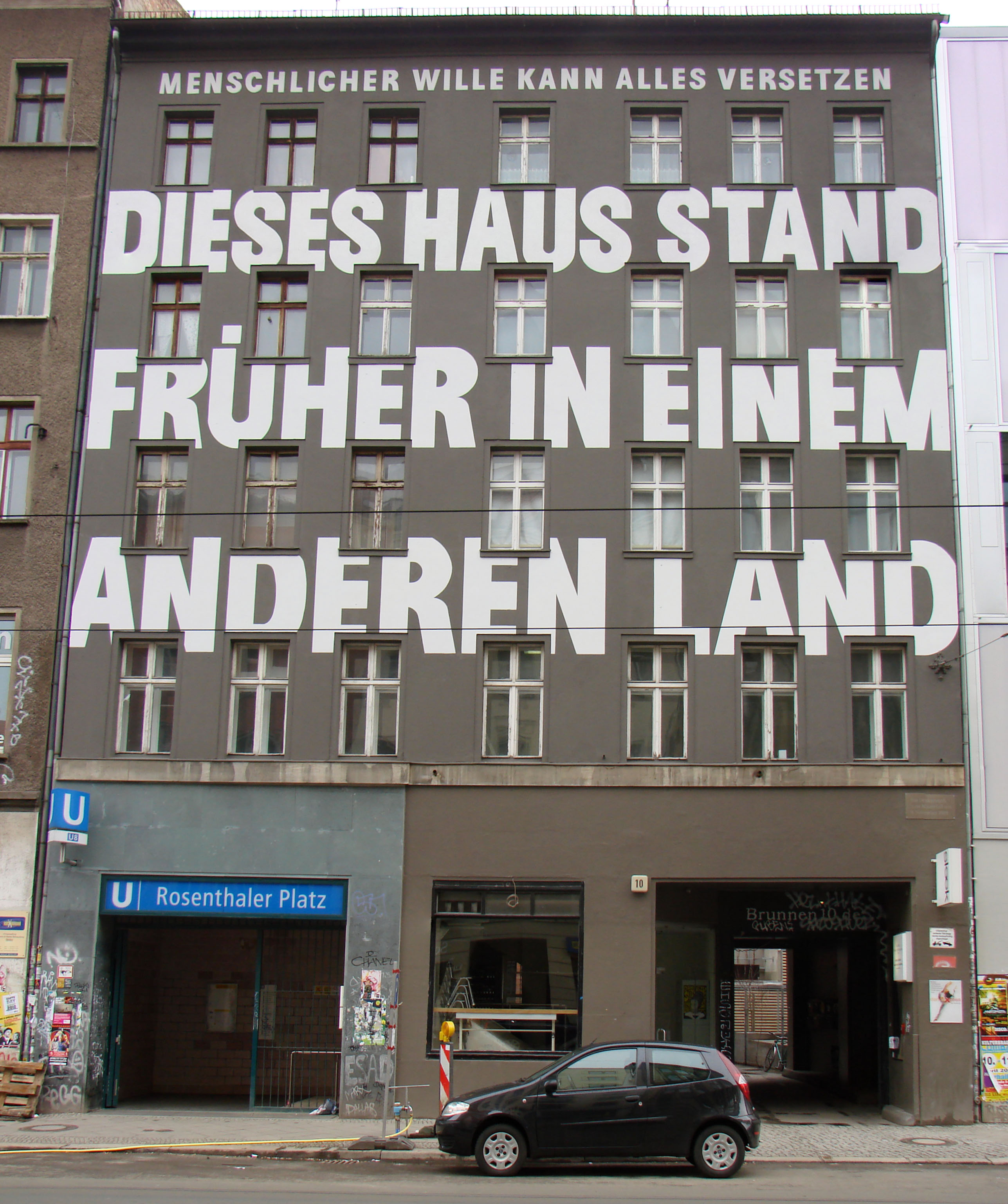
Der nördliche Ausgang befindet sich in einem Wohnhaus (Fassadengestaltung von Jean-Remy von Matt)

Der U-Bahnhof Rosenthaler Platz ist eine Station der Linie U8 der Berliner U-Bahn im Ortsteil Mitte des gleichnamigen Bezirks unter dem namensgebenden Platz und der Brunnenstraße. Er wurde am 18. April 1930 eröffnet und trägt im Bahnhofsverzeichnis der BVG die Bezeichnung Ro. Die Station verfügt über einen Aufzug und ist somit barrierefrei.
Der rund sieben Meter unter dem Straßenniveau gelegene U-Bahnhof besitzt einen bis zu acht Meter breiten und 130 Meter langen Mittelbahnsteig und ist mit orangefarbenen Fliesen verkleidet. Die Fliesen sind mit einer Uranglasur versehen; die ionisierende Strahlung beträgt im U-Bahnhof zwischen 0,2 und 1,5 μSv/h beim Durchgehen und bis zu 12 μSv/h direkt an manchen Fliesen. Wie viele andere Bahnhöfe dieser Bauzeit wurde auch er von Alfred Grenander entworfen.
Vom 13. August 1961 an war Rosenthaler Platz ein „Geisterbahnhof“ – die Züge des West-Berliner Netzes durchfuhren die in Ost-Berlin gelegene Station ohne Halt. Am 22. Dezember 1989 wurde er als zweiter wieder in Betrieb genommen, um den Ansturm der DDR-Bürger in den westlichen Teil Berlins besser abzufangen. Er wurde unter anderem wegen seiner guten Straßenbahn-Verbindung ausgewählt; ausschlaggebend war der Umstand, dass er ein Zwischengeschoss aufweist, in dem eine Grenzübergangsstelle eingerichtet werden konnte. Bis zur Währungsunion am 1. Juli 1990 blieb er nach dem U-Bahnhof Jannowitzbrücke daher der einzige wiedereröffnete Geisterbahnhof, der von Ost-Berlin aus zugänglich war. Der im April 1990 wiedereröffnete U-Bahnhof Bernauer Straße an der Grenze zwischen Ost- und West-Berlin erhielt zunächst nur einen Zugang von West-Berlin, sodass dort auf Grenzkontrollen verzichtet werden konnte.

## Anbindung
| Linie | Verlauf |
| ----- | --- |
|       | Wittenau (Wilhelmsruher Damm) – Rathaus Reinickendorf – Karl-Bonhoeffer-Nervenklinik – Lindauer Allee – Paracelsus-Bad – Residenzstraße – Franz-Neumann-Platz (Am Schäfersee) – Osloer Straße – Pankstraße – Gesundbrunnen – Voltastraße – Bernauer Straße – Rosenthaler Platz – Weinmeisterstraße – Alexanderplatz – Jannowitzbrücke – Heinrich-Heine-Straße – Moritzplatz – Kottbusser Tor – Schönleinstraße – Hermannplatz – Boddinstraße – Leinestraße – Hermannstraße |

Am U-Bahnhof bestehen Umsteigemöglichkeiten von der Linie U8 zu den Straßenbahnlinien M1 und M8 sowie zur Omnibuslinie 142 der BVG.